# Wuodendron
Wuodendron là chi thực vật có hoa trong họ Annonaceae, được Xue et al. thiết lập năm 2018.

## Từ nguyên
Tên chi đặt để vinh danh Wu Zhengyi (C.Y. Wu, Ngô Chinh Dật, 吴征镒), Viện Thực vật học Côn Minh, Viện Hàn lâm Khoa học Trung Quốc), người đã đề xuất danh pháp Polyalthia litseifolia, nay là đồng nghĩa của Wuodendron praecox.

## Các loài
Tại thời điểm tháng 4 năm 2020 chi này được công nhận chỉ chứa 1 loài:
- Wuodendron praecox